# یو. اس. بانکورپ

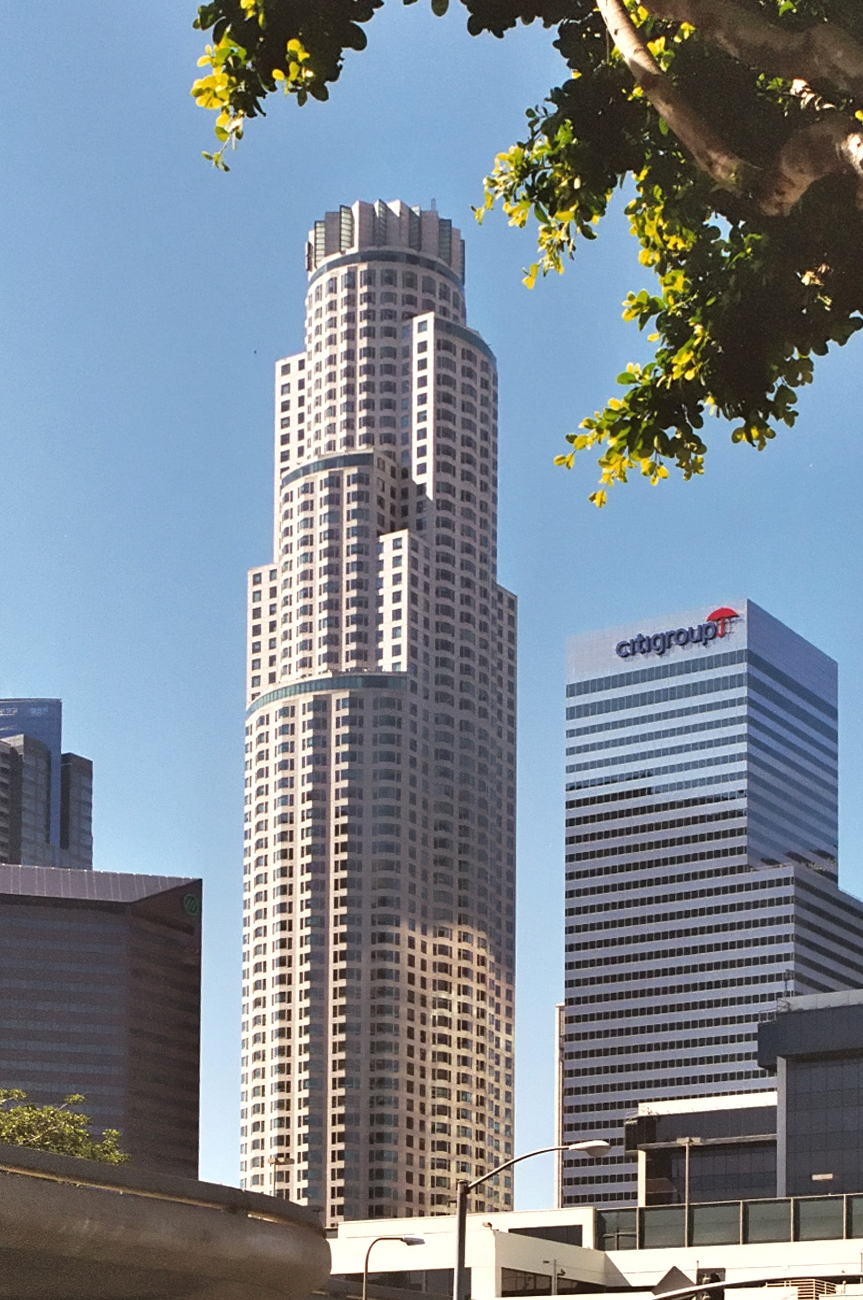
برج یو. اس. بانک، در لس‌آنجلس

یو. اس. بانکورپ (به انگلیسی: U.S. Bancorp) شرکت هلدینگ خدمات مالی و بانکداری آمریکایی است، که در زمینه ارائه خدمات بانکداری خرد، بانکداری شرکتی، بانکداری سرمایه‌گذاری، بانکداری اختصاصی، کارت‌های اعتباری و مبادله سهام اختصاصی فعالیت می‌نماید.
ریشه‌های تأسیس یو. اس. بانک به سال ۱۸۵۰ و راه‌اندازی فرست نشنال بانک میلواکی، در شهر میلواکی ایالت ویسکانسین باز می‌گردد. شکل کنونی این بانک نیز حاصل ادغام بیش از ۵۰ بانک کوچک و بزرگ در سال ۱۹۸۸ می‌باشد، که بیشتر در ایالت‌های غربی آمریکا، فعالیت می‌کردند.
یو. اس. بانک اکنون با در اختیار داشتن ۳٫۰۸۷ شعبه بانک و ۵٫۰۳۲ دستگاه خودپرداز، از نظر شمار شعبه‌های فعال، به‌عنوان چهارمین بانک ایالات متحده آمریکا شناخته می‌شود، همچنین با دارایی ۳۶۰٫۷ میلیارد دلار، در ماه سپتامبر ۲۰۱۳ به‌عنوان پنجمین بانک بزرگ ایالات متحده، بر پایه میزان دارایی‌ها، شناخته شد.
شعبه مرکزی این بانک در شهر مینیاپولیس، مینه‌سوتا قرار دارد و بخشی از سهام آن در بازار بورس نیویورک معامله می‌شود. یو. اس. بانکورپ در سال ۲۰۱۰ در فهرست فرچون ۵۰۰ در رتبه ۱۲۱ از بزرگترین شرکت‌های ایالات متحده آمریکا قرار گرفت. این بانک اکنون دارای بیش از ۱۵٫۸ میلیون مشتری در ایالات متحده است.